# Montoir-de-Bretagne
Montoir-de-Bretagne è un comune francese di 6 881 abitanti situato nel dipartimento della Loira Atlantica nella regione dei Paesi della Loira.

## Società

### Evoluzione demografica
Abitanti censiti